# Generalkonsulat

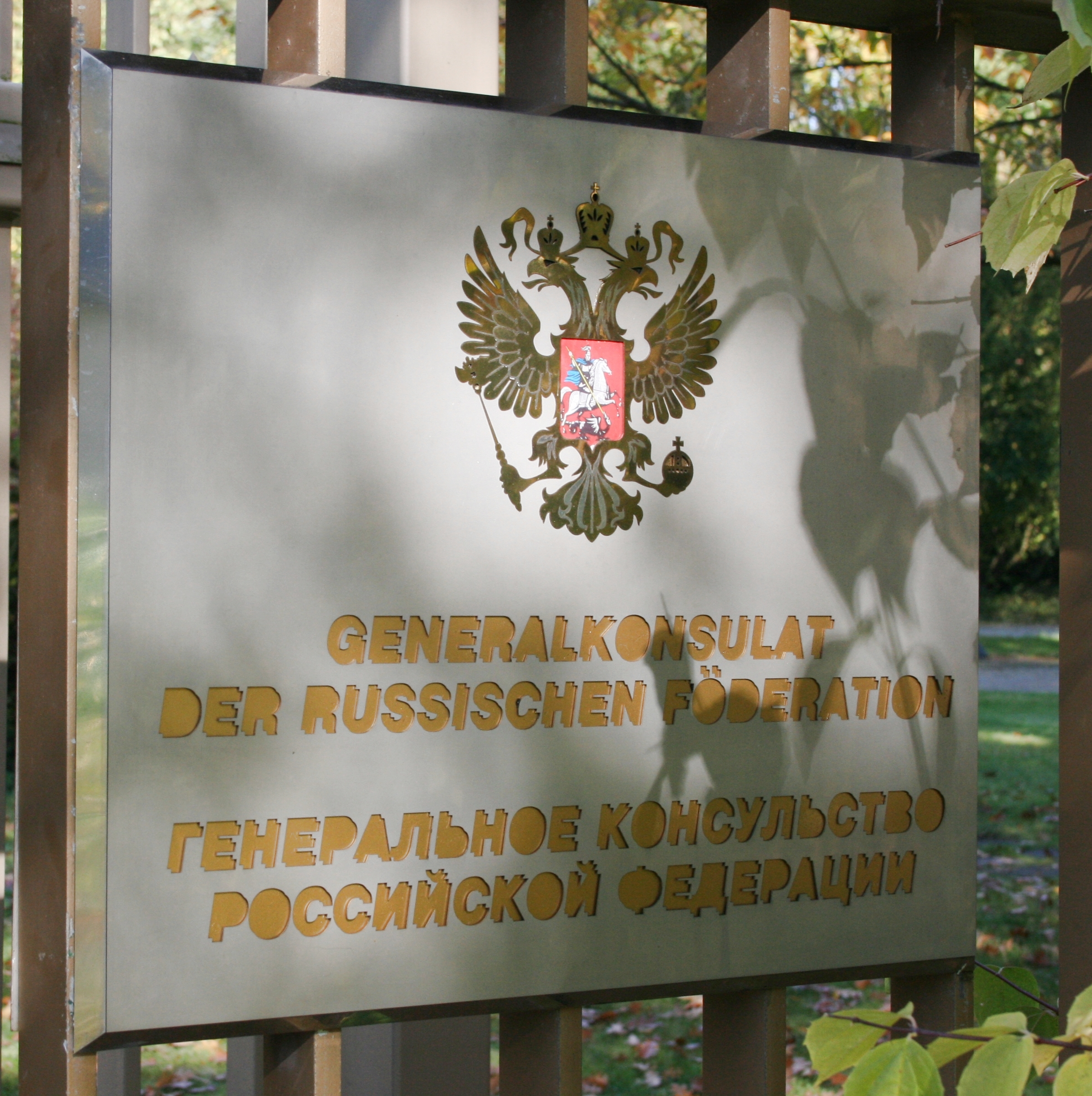
Schild am Eingangstor des Generalkonsulats der Russischen Föderation auf der Viktorshöhe in Bonn; ehemals Sowjetische Botschaft in Deutschland (2009)

Ein Generalkonsulat ist eine konsularische Auslandsvertretung eines souveränen Staates, die eigenständig (unabhängig von der Konsularabteilung der Botschaft) organisiert ist. 
Wie jede Konsularbehörde erfüllt das Generalkonsulat grundsätzlich keine diplomatischen Aufgaben, sondern nimmt in dem ihm zugewiesenen Amtsbezirk in erster Linie die Interessen der Bürger des Entsendestaates im Empfangsstaat wahr. Hierzu gehören u. a. die Entgegennahme von Namenserklärungen, die Ausgabe von Pässen oder auch Hilfeleistungen für eigene Staatsangehörige in Not. Weiter werden zum Teil Reise- und Visumsangelegenheiten von Angehörigen des Empfangsstaates bearbeitet, die in den Entsendestaat einreisen möchten. Daneben werden auch anderweitige, die Verhältnisse zwischen Bürgern, Einrichtungen oder Behörden der beiden Staaten betreffende Verwaltungsaufgaben erledigt. Näheres über die Rechtsstellung und Aufgaben eines Generalkonsulats findet sich unter Konsul. 
Der Leiter des Generalkonsulates ist Berufskonsul und wird Generalkonsul genannt, als Verwaltungsleiter assistiert ihm in der Regel ein Kanzler. Der Generalkonsul muss nicht unbedingt Staatsbürger des Landes sein, das er vertritt. Anders als bei ehrenamtlichen Honorarkonsuln ist das bei Berufskonsuln aber die Regel. In größeren Ländern kann es mehrere Generalkonsulate eines Entsendestaates geben.
Das Konsulatsgelände ist gemäß dem Wiener Übereinkommen über konsularische Beziehungen unverletzlich, jedoch kein exterritoriales Gebiet.